# Exposición Nacional de la Construcción Naval

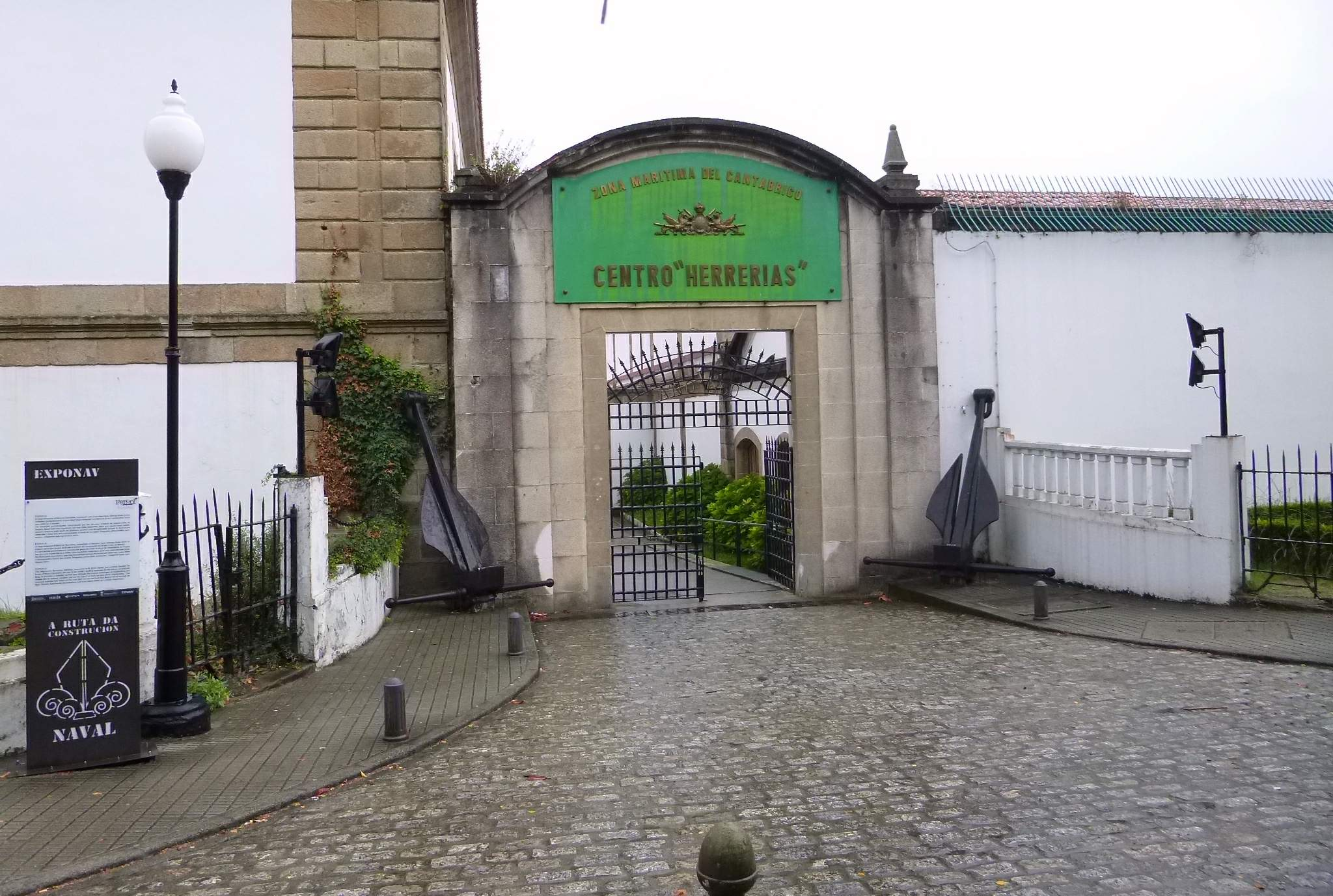
Entrada a Exponav (Centro Herrerías)

El Museo de la Construcción Naval de Ferrol, comandado por la Fundación Exponav (Fundación para el Fomento del Conocimiento de la Construcción Naval y de las Actividades Marítimas), abrió sus puertas al público el 10 de marzo de 2008 en la base naval del Ferrol (La Coruña), España, actualmente, se trata del principal museo marítimo español dedicado a la historia de la construcción naval en el mundo y en particular en España. Se considera por los expertos como el más completo de Europa en su temática. La Exposición constituye una de las ramas objeto de la Fundación para el Fomento del conocimiento de la Construcción Naval y de las Actividades Marítimas, otra rama de enorme interés la forma el amplísimo legado documental en forma de monografías, planos y otros documentos, al servicio del investigador en el Archivo y la Biblioteca.

## Origen del proyecto
EXPONAV nació como iniciativa conjunta desarrollada por la Armada Española y la Asociación de Ingenieros Navales de España. Junto con INNOVAMAR han participado distintas entidades como:
1. Ministerio de Fomento de España,
2. Junta de Galicia (Consejería de Industria y Consejería de Cultura),
3. Diputación Provincial de La Coruña,
4. Ayuntamiento de Ferrol,
5. Autoridad Portuaria de Ferrol,
6. Campus Universitario de Ferrol (UDC),
7. Navantia, entre otras.

## ¿A quién está dirigida la exposición?
EXPONAV es una muestra técnica dirigida tanto al profesional de la construcción naval, ingeniería naval, profesional de la mar, como al particular sin mayor conocimiento de la construcción naval. 
1. El profesional puede encontrar en ella un recorrido por las diversas técnicas de construcción de buques, la mayoría desconocidas para los profesionales actuales que hacen a la exposición una visita profesional casi ineludible.
2. Para el «no iniciado» es el descubrimiento de un mundo técnico principio de la comunicación histórica entre pueblos y por tanto de la expansión cultural y humana a lo largo de los tiempos.

El Museo tiene dos partes bien diferenciadas, en su planta baja nos encontramos con un recorrido por la historia de la construcción naval, comenzando por los Astilleros y las diversas formas de “nacimiento” de un barco, a la que sigue una amplia muestra de la construcción en madera, comparando sus diversas técnicas. En esta zona nos encontramos con los restos del pecio de la Fragata Magdalena, hundida en el año 1810 en la ría de Viveiro. Sigue la planta mostrándonos la construcción hasta nuestros días, contemplando sus diversas facetas y etapas, desde la forma de unir sus múltiples partes, hasta el comportamiento del buque en diversas condiciones de navegación, pasando por las etapas de diseño. Completa la planta baja un recorrido por las formas de propulsión de los buques, desde el remo hasta las turbinas, pasando por calderas y motores, así como una muestra comparativa de los alojamientos de las dotaciones de los buques, del siglo XVIII y los de hoy en día. A lo largo del recorrido nos encontramos con diversos autómatas que el visitante puede usar para conocer de manera práctica las salas en donde se encuentra; por ejemplo autómatas de motores, de la flexibilidad de un barco, de la estabilidad, etc.; todos ellos pueden y deben activarse por el visitante.
En la planta alta del Museo, nos encontramos con diversas salas temáticas: Tipología de Buques; una sala dedicada a Astano “Milagro en la Ría”, otra dedicada a la Armada, sus Escuelas, sus Buques; a Puertos; a Navieras; a Maniobra y Salvamento en los buques; a aparatos auxiliares, etc. Y estamos en la labor de mostrar una sala dedicada a Electricidad, Electrónica y Comunicaciones.
Existe un amplio horario de visitas, estando abiertos al público en general todos los días del año, con visitas guiadas tanto para grupos como para colegios; solo necesitn unos días de antelación para acomodarse a las necesidades horarias de la solicitud. Como colofón a la visita colegial ofrecen la posibilidad de acudir a nuestro taller de nudos, en donde el contramaestre y colaborador José María Díaz González enseñará a realizar los nudos más asequibles a la edad de los asistentes, desde 7 años hasta los 16, aunque se ha tenido también alguna experiencia con alumnos universitarios de los grados de Ingeniería Naval y Oceánica de la Escuela Politécnica Superior de Ferrol. Y para los más peques tienen un taller de pintura en donde aprenderán más cosas sobre la mar. Para aquellos colegios o grupos que necesiten unos minutos de descanso (los peques para la “meriendita” de la mañana), disponen del espacio necesario.
En la actualidad el museo posee una nueva página web, mucho más dinámica que la anterior, a la que se le ha añadido un Blog de Exponav donde el Secretario de la Fundación, Raúl Villa Caro, publica quincenalmente noticias relacionadas con la mar.

## El edificio de Herrerías
Con la constitución de la Fundación EXPONAV, se culminó el proyecto de recuperación y restauración del edificio histórico de «Herrerías» y el germen del Museo de la Construcción Naval , que actualmente se encuentra en dicho edificio.
El Museo de la Construcción Naval, se aloja en un edificio sin igual en que se encontraban las antiguas Herrerías, perfectamente recuperado tanto desde el punto de vista técnico como arquitectónico.Posee fondos museográficos y documentales del patrimonio marítimo e industrial de gran valor, que constituyen una colección única en su ámbito que permite conocer el desarrollo de la construcción naval militar y civil en España desde el siglo XVIII hasta nuestros días. 
Tomando como punto de partida el arsenal real del siglo XVIII, el discurso expositivo se centra en la divulgación de la historia y la memoria de una actividad que enlaza en la actualidad con los astilleros modernos de Astano, Bazán y Navantia.
El museo se encuentra dentro de la red de museos de Galicia desde el año 2017.
http://museos.xunta.gal/es/museo-construcci-n-naval
En el año 2018, se inauguró la  sala que recoge la historia de la Construcción Naval en la comarca de Ferrolterra durante el siglo XX, desde la Sociedad Española de la Construcción Naval hasta la actual Navantia, con un importante número de piezas y maquetas de barcos que supusieron un hito en la historia de los astilleros y en la historia de España. Más de cien años condensados en un centenar de piezas históricas, como el acorazado España y  alguna de ellas curiosas, como una centralita de principio del sXX. En el año 2022 se finalizó la actualización de la primera planta, con la apertura de una sala dedicada a la construcción naval en Ferrol desde sus orígenes, a comienzos del siglo XVIII.
La primera planta acoge la exposición permanente “Faros:2000 años guiando a los navegantes”,una  interesante exposición sobre los faros y señales marítimas que han estado presentes a lo largo de la historia de la navegación y con piezas tan importantes como el faro de punta Candieira o el de Estaca de Bares.
Esta exposición permanente se puede visitar todo el año gracias a la colaboración de Puertos del Estado, más concretamente la APFSC ( Autoridad Portuaria de Ferrol San Cibrao) 

Además dispone de la Sala de Exposiciones Carlos III, dedicada a exposiciones temporales de todo aquello que tenga algo que aportar a los fines de la Fundación: muestras de pintura, fotografía, presentaciones de libros, conferencias, audiciones musicales, etc.
Una de las primeras exposiciones más exitosas,  ha sido la de "GIGANTES". Con esta exposición itinerante se pretendió recoger de una manera atractiva el “boom” que significó la construcción de los mayores petroleros del mundo botados desde grada, entre 1964 y 1982, época de mayor actividad, progreso y empuje del astillero ASTANO  y la época de esplendor de la comarca.
 
Otras muchas exposiciones han seguido la senda dejada por GIGANTES, como LAXEIRO EN TRES TEMPOS, BLAS DE LEZO Y LA GUERRA DEL ASIENTO...etc.

## Horario de visitas
El museo está abierto todos los días del año (excepto los lunes) con horario de 10:30 a 20:00 horas. En este horario puede ser visitado por particulares, centros educativos y otros organismos interesados en la historia de la construcción naval en España.